# 李舜臣 (南宋)
李舜臣（?—?），字子思，隆州井研县（今四川井研县）人，南宋政治人物。李心传、李道传、李性传的父亲。
李舜臣八岁能写文章。宋高宗绍兴末年，作《江东胜后之鉴》十篇进献朝廷，劝高宗应当乘机争天下。宋孝宗乾道二年（1166年）中进士，他的策论认为和金国没有可和之义，宰辅大臣不该以奉行文字为职业。为考官所厌恶，黜为下等，调任安仁县主簿。后知德兴县，专尚风化，有政绩。常到县学讲说，德兴县人称他为“蜀先生”。官至宗正寺主簿。学通古今，精通《易经》，为朱熹所称道。著有《本传》三十三篇、《群经义》八卷、《家塾编次论语》五卷、《书小传》、《镂玉余功录》及《文集》三十卷。去世后，赠太师，追封崇国公。